# Hauterivium
| ❮ | System      | Serie       | Stufe         | ≈ Alter (mya) |
| ❮ | später      | später      | später        | jünger        |
| - | ----------- | ----------- | ------------- | ------------- |
| ❮ | K r e i d e | Oberkreide  | Maastrichtium | 66 ⬍ 72       |
| ❮ | K r e i d e | Oberkreide  | Campanium     | 72 ⬍ 83,6     |
| ❮ | K r e i d e | Oberkreide  | Santonium     | 83,6 ⬍ 86,3   |
| ❮ | K r e i d e | Oberkreide  | Coniacium     | 86,3 ⬍ 89,7   |
| ❮ | K r e i d e | Oberkreide  | Turonium      | 89,7 ⬍ 93,9   |
| ❮ | K r e i d e | Oberkreide  | Cenomanium    | 93,9 ⬍ 100,5  |
| ❮ | K r e i d e | Unterkreide | Albium        | 100,5 ⬍ 112,9 |
| ❮ | K r e i d e | Unterkreide | Aptium        | 112,9 ⬍ 126,3 |
| ❮ | K r e i d e | Unterkreide | Barremium     | 126,3 ⬍ 130,7 |
| ❮ | K r e i d e | Unterkreide | Hauterivium   | 130,7 ⬍ 133,9 |
| ❮ | K r e i d e | Unterkreide | Valanginium   | 133,9 ⬍ 139,3 |
| ❮ | K r e i d e | Unterkreide | Berriasium    | 139,3 ⬍ 145   |
| ❮ | früher      | früher      | früher        | älter         |

Das Hauterivium (im deutschen Sprachgebrauch oft verkürzt zu Hauterive) ist in der Erdgeschichte eine chronostratigraphische Stufe der Unterkreide. Die Stufe reicht geochronologisch von etwa 133,9 bis etwa 130,7 Millionen Jahre. Das Hauterivium folgt auf das Valanginium und wird vom Barremium abgelöst.

## Namensgebung und Geschichte
Die ursprüngliche namengebende Typlokalität liegt in der Nähe des Ortes Hauterive in der Schweiz und ist danach benannt worden. Eugène Renevier führte die Stufe unter diesem Namen 1873 in die Literatur ein.

## Definition und GSSP
Der Beginn der Stufe ist mit dem Ersteinsetzen der Ammoniten-Gattung Acanthodiscus definiert. Sie endet mit dem Ersteinsetzen der Ammoniten-Art Spitidiscus hugii. Die Stufe wird weiter in sieben Biozonen, die ebenfalls durch Ammoniten definiert sind, gegliedert. Ein GSSP (globale Typlokalität und Typprofil) wurde bisher noch nicht ratifiziert.

## Untergliederung des Hauterivium
Das Hauterivium wird im Tethysbereich in sieben Ammoniten-Biozonen untergliedert:
- Pseudothurmannia ohmi
- Balearites balearis
- Plesiospitidiscus ligatus
- Subsaynella sayni
- Lyticoceras nodosoplicatus
- Crioceratites loryi
- Acanthodiscus radiatus